# 하이브미디어코프
하이브미디어코프(Hive Media Corp.)는 대한민국의 영화 제작사이다.

## 작품 목록
- "내부자들" (2015)
- "덕혜옹주" (2016)
- "곤지암" (2018)
- "바람 바람 바람" (2018)
- "상류사회" (2018)
- "마약왕" (2018)
- "천문: 하늘에 묻는다" (2019)
- "남산의 부장들" (2020)
- "다만 악에서 구하소서" (2020)
- "해피 뉴 이어" (2021)
- "스위치" (2023)
- "서울의 봄" (2023)
- "핸섬가이즈" (2024)